# (10860) 1995 LE
(10860) 1995 LE est un astéroïde Amor découvert en 1995.

## Description
(10860) 1995 LE a été découvert le 3 juin 1995 à l'observatoire de Kitt Peak, situé dans l'Arizona (États-Unis), par le projet Spacewatch de l’université de l'Arizona.

### Caractéristiques orbitales
L'orbite de cet astéroïde est caractérisée par un demi-grand axe de 2,58 ua, un périhélie de 1,010 ua, une excentricité de 0,57 et une inclinaison de 4,15° par rapport à l'écliptique. Du fait de ces caractéristiques, à savoir un périhélie compris entre 1,017 et 1,3 ua, il est classé comme astéroïde Amor, une famille d'astéroïdes géocroiseurs, s'approchant de l'orbite de la Terre.

### Caractéristiques physiques
(10860) 1995 LE a une magnitude absolue (H) de 17,2 et un albédo estimé à 0,223.